# 大石桥街道 (眉山市)
大石桥街道，是中华人民共和国四川省眉山市东坡区下辖的一个乡镇级行政单位。

## 行政区划
大石桥街道下辖以下地区：
红星西路社区、白玉社区、田店社区、圣寿社区、鱼山社区、普田社区、江公社区、旭光社区、高灯社区、明星社区和定江社区。